# Балга
Замъкът Балга  в Източна Прусия е сред най-старите крепости на Тевтонския орден.
През 1239 г. орденсмаршалът Дитрих фон Бернхайм завладява пруското укрепено селище Балга и започва да го разширява в крепост, поради стратегическото му местоположение на лагуната на р. Висла. Така започва да се упражнява контрол на корабоплаването по реката и успешно са завладени околните райони Вармия и Натангия.
Балга се нарежда сред най-важните комендантства в монашеската държава и службата на местен комтур често е стъпало към най-високите санове на ордена.

## История
Хълмът Балга е бил мястото на стара пруска (Варминска) крепост, наречена Хонеда. Фортът е бил неуспешно обсаден от маркграф Хенри III от Майсен по време на неговия пруски кръстоносен поход през 1237 г., но в крайна сметка е превзет през 1239 г. от силите на Тевтонския орден, воден от Велик маршал Дитрих фон Бернхайм. Балга е най-старият Орденсбург, построен от Тевтонския орден в района на днешна Калининградска област и е построен през 1239 г. за контролиране на морския трафик по лагуната Висла. Със съдействието на херцог Ото I фон Брауншвайг, тевтонските рицари побеждават старите прусаци по крайбрежието на Вармия и Натангия. Подчиняването на тези езически народи кара херцог Свентопелк II от Померания да обяви война срещу Тевтонския орден по време на пруското въстание от 1242 г., въпреки че в крайна сметка той е принуден да се откаже от участието си във въстанието. От 1250 г. 
От 1627 г. части от замъка са разрушени по заповед на крал Густав Адолф от Швеция по време на полско-шведската война, за да се получи строителен материал за изграждането на звездната крепост в Пилау (днес Балтийск), стратегически важен пристанищен град, окупиран от шведите. Балга се намира в херцогство Прусия от 1525 г. и Кралство Прусия от 1701 г., между 1772 и 1829 г. принадлежи към провинция Източна Прусия. Провинцията е обединена със Западна Прусия в провинция Прусия до 1878 г., когато отново се отделя и Балга остава в Източна Прусия до 1945 г.
По време на Втората световна война руините на замъка са били мястото на една от последните битки между германския Вермахт и съветската Червена армия, като последната напредва по време на Офанзива на Източна Прусия. Немските защитници унищожават множество превозни средства, като ги потапят в лагуната до руините, а битката значително поврежда останките на замъка. След войната Балга е в частта на Източна Прусия, предоставена на Съветския съюз на Потсдамската конференция, и включена в Калининградска област на Руска съветска федеративна социалистическа република. Районът около Балга стана популярно място за обирджии на гробове и иманяри, които се надяват да изкопаят ценности, оставени от предишните обитатели на замъка и германските и съветските войници, загинали през Втората световна война.
Балга е името и на близкото село, което след съветския суверенитет над района е преименувано на Веселое. Сега е изоставено.